# Technique
Technique (en español Técnica) es el quinto álbum de estudio del grupo inglés de música electrónica New Order; publicado el 30 de enero de 1989, por Factory Records. Registrado, en parte, en la isla de Ibiza, este álbum incorpora sonidos de balearic beat (a veces llamado Ibiza house) y de acid house, además de influencias provenientes del dance. 
"Fine Time", fue el primer sencillo de este álbum y alcanzó el puesto 11 de la UK Singles Chart. También se lanzaron como sencillos las versiones remezcladas de "Round & Round" y "Run 2". En 2008, el álbum fue relanzado en una edición para coleccionistas con un disco extra.
Este fue el primer álbum en alcanzar el número uno en las listas del Reino Unido. Es considerado, junto con Power, Corruption & Lies, Low-Life y Brotherhood, como uno de los mejores álbumes de New Order, siendo éste la culminación creativa y musical de la banda. En 2006, la revista Q colocó el disco en el puesto número 21 en su lista de los "40 mejores discos de los años 80". Mientras que NME clasificó el álbum en el puesto número 122 en su lista de los "500 mejores álbumes de todos los tiempos" en 2013.

## Lista de canciones
| N.º | Título            | Escritor(es)           | Duración |  |
| 1.  | «Fine Time»       |                        | 4:42     |  |
| 2.  | «All the Way»     |                        | 3:22     |  |
| 3.  | «Love Less»       |                        | 2:58     |  |
| 4.  | «Round & Round»   |                        | 4:29     |  |
| 5.  | «Guilty Partner»  |                        | 4:44     |  |
| 6.  | «Run»             | New Order, John Denver | 4:29     |  |
| 7.  | «Mr. Disco»       |                        | 4:20     |  |
| 8.  | «Vanishing Point» |                        | 5:15     |  |
| 9.  | «Dream Attack»    |                        | 5:13     |  |

Edición del 2008
| 2008 Collector's Edition bonus disc |                                                 |                        |          |  |
| N.º                                 | Título                                          | Escritor(es)           | Duración |  |
| 1.                                  | «Don't Do It»                                   |                        | 4:34     |  |
| 2.                                  | «Fine Line»                                     |                        | 4:45     |  |
| 3.                                  | «Round & Round»                                 |                        | 6:52     |  |
| 4.                                  | «Best & Marsh»                                  |                        | 4:32     |  |
| 5.                                  | «Run 2» (extended version)                      | New Order, John Denver | 5:26     |  |
| 6.                                  | «MTO» (Minus Mix)                               |                        | 5:27     |  |
| 7.                                  | «Fine Time» (Silk Mix)                          |                        | 6:19     |  |
| 8.                                  | «Vanishing Point» (Instrumental Making Out Mix) |                        | 5:12     |  |
| 9.                                  | «World in Motion» (Carabinieri Mix)             | New Order, Keith Allen | 5:52     |  |

## Posicionamiento en lista

### Álbum
| Lista (1989)                      | Posición |
| --------------------------------- | -------- |
| Australian ARIA Albums Chart      | 25       |
| Canadian RPM Albums Chart         | 28       |
| German Media Control Albums Chart | 25       |
| New Zealand RIANZ Albums Chart    | 11       |
| Swedish Sverigetopplistan         | 23       |
| Swiss Albums Chart                | 15       |
| UK Albums Chart                   | 1        |
| UK Independent Albums Chart       | 1        |
| US Billboard 200                  | 32       |

### Sencillo
| Sencillo                  | Territorio/Lista (1988/9)                       | Posición |
| ------------------------- | ----------------------------------------------- | -------- |
| "Fine Time"               | UK Singles Chart                                | 11       |
| "Fine Time"               | US Billboard Hot Dance Music/Club Play          | 2        |
| "Fine Time"               | US Billboard Hot Dance Music/Maxi-Singles Sales | 3        |
| "Fine Time"               | US Billboard Modern Rock Tracks                 | 3        |
| "Round & Round"           | UK Singles Chart                                | 21       |
| "Round & Round"           | US Billboard Hot Dance Music/Club Play          | 1        |
| "Round & Round"           | US Billboard Hot Dance Music/Maxi-Singles Sales | 6        |
| "Round & Round"           | US Billboard Modern Rock Tracks                 | 6        |
| "Round & Round"           | US Billboard Hot 100                            | 64       |
| "Run 2" (limited release) | UK Singles Chart                                | 49       |

## Personal
- Bernard Sumner – Voz, guitarras, melódica, sintetizadores y programación
- Peter Hook – Bajo, percusión electrónica, coros
- Stephen Morris – Batería, sintetizadores y programación
- Gillian Gilbert – Sintetizadores y programación, guitarras